# Granville Leveson-Gower (5e comte Granville)
Pour les articles homonymes, voir Granville Leveson-Gower.
Granville Leveson-Gower (6 décembre 1918-31 octobre 1996), est un pair britannique.

## Biographie
Granville James Leveson-Gower, 5e comte Granville est né le 6 décembre 1918. Il est le fils du vice-amiral William Leveson-Gower et de Rose Bowes-Lyon. Il est décédé le 31 octobre 1996 à l'âge de 77 ans. 
Il fait ses études au Collège d'Eton, Windsor, Berkshire, Angleterre. 
Il combat pendant la Seconde Guerre mondiale, où il est blessé deux fois et est mentionné dans les dépêches. Il obtient le grade de major dans les Coldstream Guards. Il reçoit la Croix Militaire en 1945. Il est avec Coutts. 
Il devient 5e comte Granville, 5e vicomte Granville, 5e baron Leveson de Stone le 25 juin 1953. 
Il occupe le poste de lieutenant-adjoint (DL) d'Inverness-shire en 1974. Il est aussi vice-lieutenant des îles de l'Ouest entre 1976 et 1983 et occupe le poste de Lord-Lieutenant des îles occidentales entre 1983 et 1993.

## Famille
Il épouse Doon Aileen Plunket , fille du F/Lt. Hon. Brindsley Sheridan Bushe Plunket et Aileen Sibell Mary Guinness, le 9 octobre 1958. Ils ont 3 enfants :
- Granville George Fergus Leveson-Gower né le 10 septembre 1959;
- Marcia Rose Aileen Leveson-Gower née le 10 février 1961, décédée le 3 août 2005;
- Niall James Leveson-Gower1 né le 24 août 1963.